# Farmersville (Califórnia)
Farmersville é uma cidade localizada no estado americano da Califórnia, no condado de Tulare. Foi incorporada em 5 de outubro de 1960.

## Geografia
De acordo com o United States Census Bureau, a cidade tem uma área de 5,8 km², onde todos os 5,8 km² estão cobertos por terra.

### Localidades na vizinhança
O diagrama seguinte representa as localidades num raio de 16 km ao redor de Farmersville.

## Demografia
Segundo o censo nacional de 2010, a sua população é de 10 588 habitantes e sua densidade populacional é de 1 808,87 hab/km². É a cidade mais densamente povoada do condado de Tulare. Possui 2 726 residências, que resulta em uma densidade de 465,71 residências/km².